# Satna
Satna è una suddivisione dell'India, classificata come municipal corporation, di 225.468 abitanti, capoluogo del distretto di Satna, nello stato federato del Madhya Pradesh. In base al numero di abitanti la città rientra nella classe I (da 100.000 persone in su).

## Geografia fisica
La città è situata a 24° 34' 60 N e 80° 49' 60 E e ha un'altitudine di 314 m s.l.m.

## Società

### Evoluzione demografica
Al censimento del 2001 la popolazione di Satna assommava a 225.468 persone, delle quali 120.203 maschi e 105.265 femmine. I bambini di età inferiore o uguale ai sei anni assommavano a 33.205, dei quali 17.488 maschi e 15.717 femmine. Infine, coloro che erano in grado di saper almeno leggere e scrivere erano 157.016, dei quali 91.631 maschi e 65.385 femmine.